# Magalina Postma
Magalina Postma, född 1868, död 1955, var en sydafrikansk politiker. 
Hon grundade en avdelning av Kvinnornas Nationalparti Middelburg, Transvaal, där hon var ordförande. Hon tjänstgjorde i den verkställande ledningen för Women's National Party i minst sex år. Hon deltog i kvinnodemonstrationen i Pretoria under Maritz uppror 1914 för att be regeringen om amnesti för rebellerna. 